# La dimensión mítica
La dimensión mítica. Ensayos selectos 1959-1987 (en inglés The Mythic Dimension: Selected Essays 1959-1987) es un conjunto de ensayos escritos entre 1959 y 1987 por el mitólogo, escritor y profesor estadounidense Joseph Campbell e incluido en su Obra completa.

## Sinopsis
La obra abarca doce ensayos eclécticos que exploran el mito en todas sus dimensiones: su historia; su influencia en el arte, la literatura y la cultura; y su papel en la vida cotidiana.
Representa el segundo volumen de ensayos de Campbell, tras El vuelo del ganso salvaje, y reúne escritos dispersos entre los años 1959 y 1987.
Escritos en la cumbre de la carrera de Campbell, estos ensayos investigan los profundos vínculos entre el mito, el individuo y las sociedades antiguas y contemporáneas.
Cubriendo diversos terrenos que van desde la psicología a lo oculto, de Thomas Mann a la Muerte digna, de la espiritualidad de la Diosa a Freud y Jung, revelan los hilos del mito entrelazándose profundamente en el tejido de nuestra cultura y nuestras vidas.

## Edición en castellano
- Campbell, Joseph (2018). La dimensión mítica. Ensayos selectos 1959-1987. Traducción Elena Marengo. Editorial El hilo de Ariadna. ISBN 978-987-3761-37-9.

- Datos: Q26068314